# Shailkupa
Shailkupa är ett underdistrikt i Bangladesh. Det ligger i den centrala delen av landet, 120 km väster om huvudstaden Dhaka.
Trakten runt Shailkupa består till största delen av jordbruksmark. Runt Shailkupa är det mycket tätbefolkat, med 1 056 invånare per kvadratkilometer.